# Dartmouth (Devon)

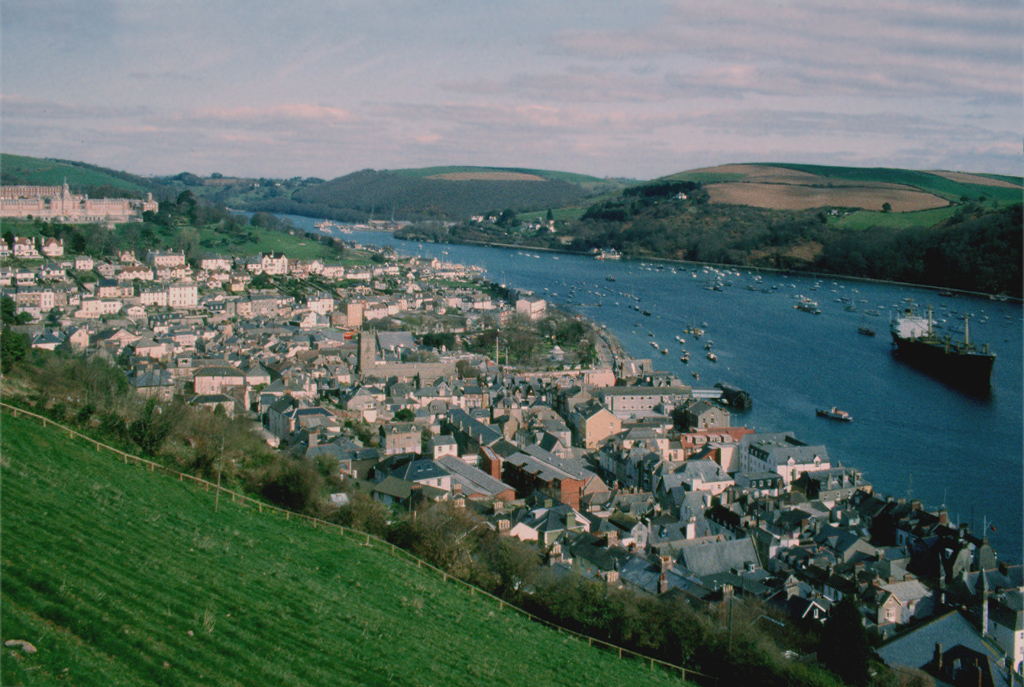
Dartmouth an der Mündung des Dart River

Dartmouth ist eine alte Hafenstadt mit gut 5.000 Einwohnern in der südwestenglischen Grafschaft Devon. Die Stadt, die heute vornehmlich Segler anlaufen, liegt am Westufer der Mündung des Dart River.

## Geschichte
Dartmouth hatte als Hafen für große Segelschiffe eine wichtige strategische Bedeutung: Von hier aus stachen die Schiffe zu den Kreuzzügen von 1147 und 1190 in See. Außerdem war Dartmouth seit der Zeit Eduards III. Stützpunkt der Royal Navy. Nachdem Frankreich die Stadt im Hundertjährigen Krieg zweimal überrascht und geplündert hatte, errichtete sie ab 1481 das Dartmouth Castle, um die Einfahrt in die Mündung zu kontrollieren. Von der Burg aus konnte man eine Kette quer über das Wasser zum Kingswear Castle auf der anderen Seite spannen. Ab 1510 bot das Bayard’s Cove Fort als kleine Artillerie-Festung zusätzlichen Schutz für den Hafen.
1610 verhafteten die Engländer den Seefahrer Henry Hudson bei seiner Rückkehr aus Amerika in Dartmouth, weil er unter ausländischer Flagge segelte. Die Pilgerväter unterbrachen die Fahrt auf ihrem Weg von Southampton nach Amerika in der Bayard’s Cove bei Dartmouth. Am 20. August 1620 setzten sie die Reise mit der Mayflower und der Speedwell fort. 300 Meilen westlich von Land’s End mussten sie feststellen, dass die Speedwell nicht seetüchtig war; das Schiff segelte daraufhin zurück nach Plymouth. Die Mayflower war bei der Überfahrt bis zur Landung auf Cape Cod ganz auf sich allein gestellt.

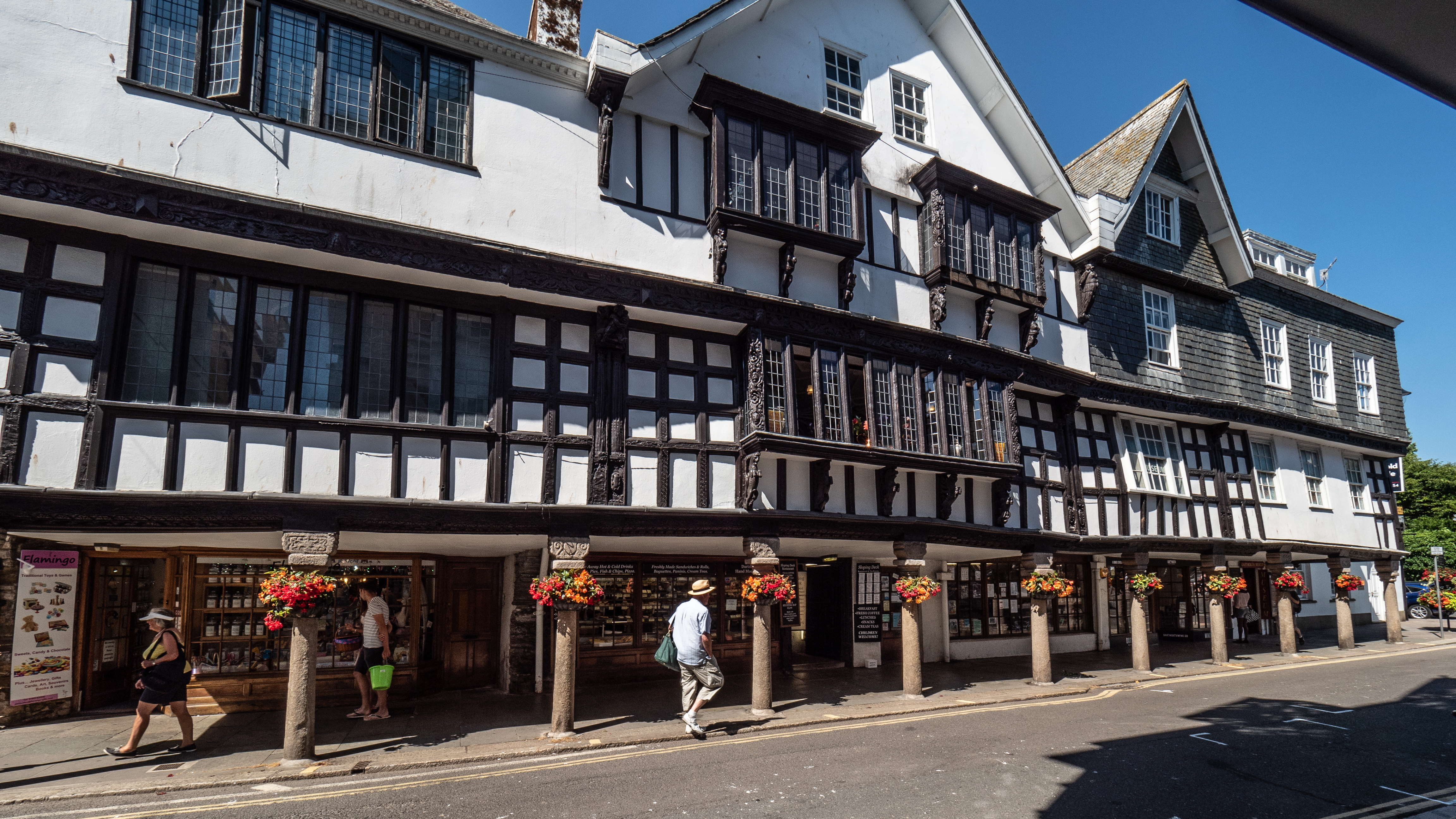
Dartmouth, Devon, Innenstadt

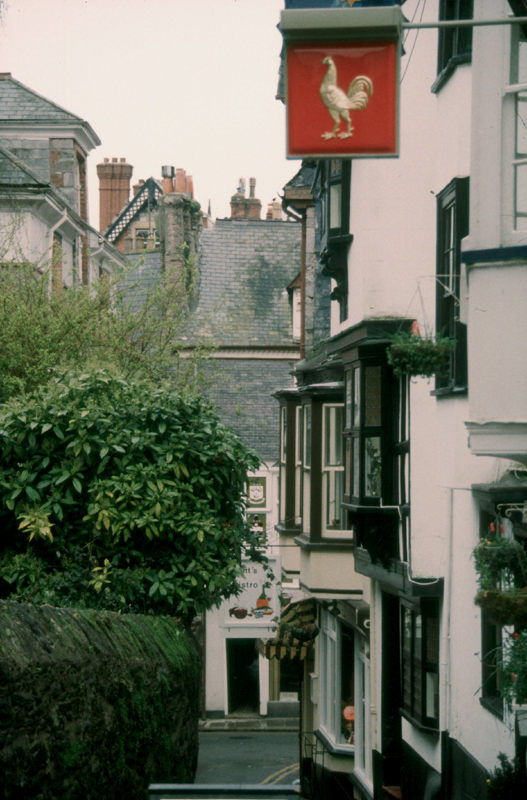
Dartmouth – Altstadt

Die Stadt weist eine große Anzahl historischer Gebäude auf. Das auffälligste ist das 1640 fertiggestellte sogenannte Butterwalk mit einem überkragenden Obergeschoss, dessen Fachwerk sich auf eine Reihe markanter Granitsäulen stützt. Charles II. hielt hier Hof, als er 1671 Schutz vor einem Sturm suchen musste. Der Raum, in dem er sich aufhielt, ist jetzt Teil des Dartmouth Museums. Das Museum ist bekannt für seine Sammlung von Schiffsmodellen.
Das Royal Castle Hotel wurde 1639 an dem damals neuen Kai errichtet. Im 19. Jahrhundert hat das Gebäude jedoch eine neue Front erhalten. Den Anspruch, das älteste Gebäude in Dartmouth zu sein, erhebt ein Haus in der Higher Street aus der Zeit um 1380, das ehemals Kaufleuten gehörte. Jetzt beherbergt es das Gasthaus The Cherub. Das Agincourt House nahe bei der unteren Fähre hat seinen Ursprung ebenfalls im 14. Jahrhundert.
An einem Hügel oberhalb der Stadt liegt ein imposantes, von dem bekannten englischen Architekten Aston Webb errichtetes Bauwerk, in dem seit 1905 das Britannia Royal Naval College untergebracht ist. Hier erhalten angehende Offiziere der Royal Navy ihre Grundausbildung. Früher fand das Studium auf der im Dart River vertäuten HMS Britannia statt.
Seit 1822 findet an drei Tagen im Jahr vor der Küste die Port of Dartmouth Royal Regatta statt; es ist eines der größten Segelsportereignisse im Vereinigten Königreich.
Nach der Stadt ist Dartmouth Peak in der Antarktis benannt.

## Persönlichkeiten
- John Davis (1550–1605), Seefahrer und Entdecker
- Thomas Newcomen (1663–1729), Erfinder
- John Russell (1795–1883), Pfarrer und Hundezüchter
- Rachel Kempson (1910–2003), Schauspielerin